# Sogno di Gioacchino
Il Sogno di Gioacchino è un affresco (200x185 cm) di Giotto, databile al 1303-1305 circa e facente parte del ciclo della Cappella degli Scrovegni a Padova. Fa parte delle Storie di Gioacchino e Anna nel registro più alto della parete destra, guardando verso l'altare.

## Descrizione e stile
Le Storie di Gioacchino e Anna si ispirano al Protovangelo di san Giacomo e allo Pseudo Matteo (in latino) e al De Nativitate Mariae, che si ritrovano poi anche, rielaborati, nella Leggenda Aurea di Jacopo da Varazze. Modelli iconografici furono poi manoscritti miniati di origine bizantina, magari attraverso le derivazioni occidentali, anche se l'artista rinnovò profondamente tali modelli applicando la sua sensibilità moderna, in linea con i principi degli ordini mendicanti.
L'ambientazione della scena è la stessa di quella del Ritiro di Gioacchino tra i pastori. L'uomo anziano si è addormentato davanti alla capanna delle greggi e un angelo gli appare in sogno annunciandogli la prossima nascita di Maria, sua figlia. Il testo dell'annuncio è riportato nello Pseudo-Matteo (3,4): «Io sono il tuo angelo custode; non aver paura. Ritorna da Anna, tua consorte, perché le tue opere di misericordia sono state narrate a Dio e siete stati esauditi nelle vostre preghiere». L'angelo tiene in mano un bastone impugnato come uno scettro, dal quale fuoriescono in cima tre foglioline, simbolo della Trinità. La figura di Gioacchino accovacciato e dormiente è una massa plastica piramidale di stampo scultoreo, col panneggio trattato in modo da rendere visibile il corpo sottostante, amplificato nella massa, e lo stringersi del tessuto per avvolgere il corpo. La figura è stata messa in relazione con una analoga di Giovanni Pisano (da alcuni attribuita ad Arnolfo di Cambio) nel pulpito del Duomo di Siena. 
Assistono due pastori ritratti con cura dei dettagli (dall'abito e il cappello alle calzature, fino al bastone al quale uno si appoggia impigliando una parte della veste) e vicini al gregge, che riposa o bruca, e al cane. Attenta è anche la rappresentazione degli arbusti dell'aspro paesaggio montano, curati con precisione da miniatore. 
Ben studiata appare la composizione, con la linea di forza del crinale roccioso parallela all'andamento dell'angelo e che culmina verso la figura di Gioacchino, dirigendovi senza esitazioni lo sguardo dello spettatore. Bilanciato con sapienza è il rapporto tra figure e paesaggio, che non è un semplice sfondo, ma il vero palcoscenico dell'azione, abitato dai personaggi. La stesura è morbida con un uso intenso dei colori e un sapiente uso delle luci e delle ombre per evidenziare la plasticità delle figure.